# هاري غالبريث
هاري غالبريث (بالإنجليزية: Harry Galbreath)‏ هو لاعب كرة قدم أمريكية أمريكي، ولد في 1965 في نيوبورت نيوز في الولايات المتحدة، وتوفي في 27 يوليو 2010 في موبيل في الولايات المتحدة.